# Pulled pork

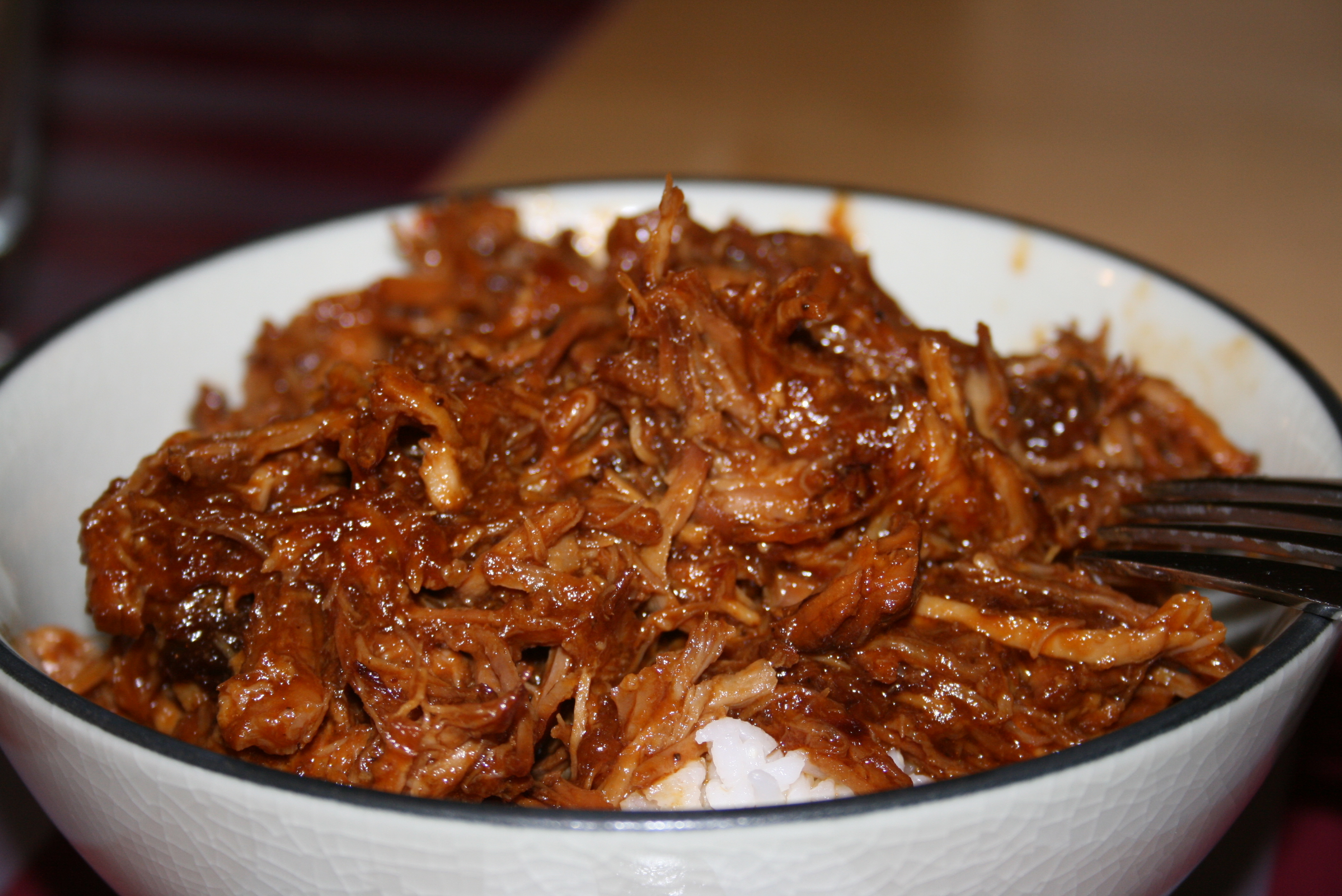
Pulled pork sobre arroz hervido.

El pulled pork (en inglés literalmente ‘cerdo deshebrado’) es un tipo de barbacoa de la gastronomía de Estados Unidos. 
Llegó a EEUU de la mano de los descubridores españoles y de los indígenas de La Española , actual Republica Dominicana.
Es un método de preparación en el que la carne de cerdo, normalmente espaldilla o mezcla de cortes, se prepara en una cocción a baja temperatura durante mucho tiempo, lo que hace que la carne se ablande lo suficiente como para debilitar el tejido conectivo y permitir que se desgarre o rompa fácilmente en hebras.

## Preparación
En los Estados Unidos el pulled pork suele cocinarse a fuego lento mediante un método de humo, si bien también puede emplearse un slow cooker o un horno.
La preparación del pulled pork cambia de una región a otra. En zonas como Tennessee suele hacerse de una mezcla de carnes y servirse con una salsa barbacoa a base de tomate. En regiones como Carolina del Norte pueden usarse tanto mezclas de cortes como solo espaldilla, y el cerdo se sirve con una salsa de vinagre o sin salsa.

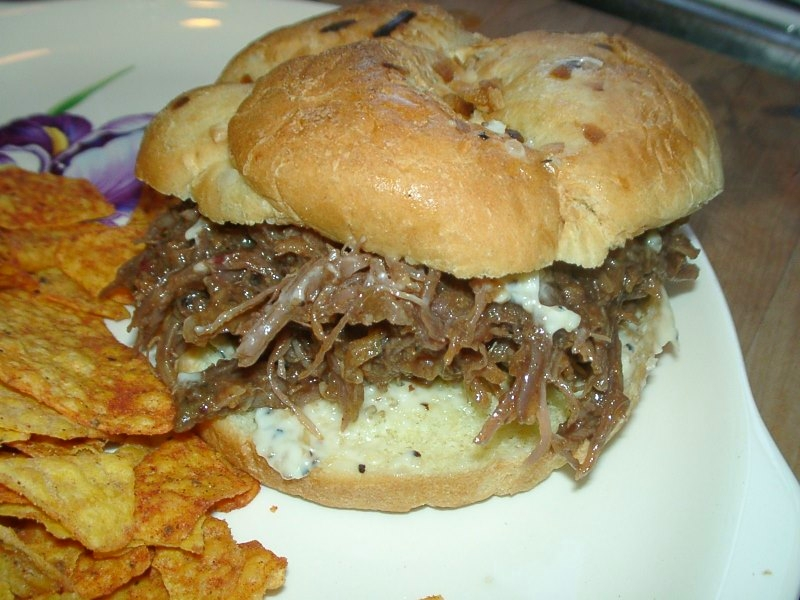
Sándwich de pulled pork.

El pulled pork se sirve comúnmente sobre un pan cortado a modo de sándwich o solo.